# Mierea (okręg Vâlcea)
Mierea – wieś w Rumunii, w okręgu Vâlcea, w gminie Ghioroiu. W 2011 roku liczyła 74 mieszkańców.